# I Myself and Me
I Myself and Me är ett album från 1992 av den svenska popsångerskan Pernilla Wahlgren.

## Låtlista
1. Starshine
2. C'est Démon!
3. Give a Little Love
4. Fallen Angel
5. We Could Make It Happen
6. Are You Ready
7. Rise
8. I Myself and Me
9. Love or Jealousy
10. When
11. No. 1 Priority
12. All of Me